# Rzecznik Finansowy
Rzecznik Finansowy (do 2015 Rzecznik Ubezpieczonych) – instytucja, której zadaniem jest ochrona klientów podmiotów rynku finansowego, takich jak zakłady ubezpieczeń, banki, biura maklerskie i firmy pożyczkowe. 
Rzecznika Finansowego powołano ustawą z dnia 5 sierpnia 2015 r. o rozpatrywaniu reklamacji przez podmioty rynku finansowego, o Rzeczniku Finansowym i o Funduszu Edukacji Finansowej. Instytucja ta powstała w wyniku rozszerzenia zakresu działań powołanego w 1995 r. Rzecznika Ubezpieczonych. Podstawę funkcjonowania Rzecznika Ubezpieczonych regulowała ustawa z dnia 22 maja 2003 o nadzorze ubezpieczeniowym i emerytalnym oraz Rzeczniku Ubezpieczonych. 
Biuro Rzecznika rozpatruje reklamacje, udziela porad i wsparcia osobom fizycznym, które są stroną umowy z podmiotem finansowym, zarówno na etapie postępowania interwencyjnego, jak i sądowego. Może również prowadzić postępowanie pozasądowe, którego celem jest polubowne rozwiązanie sporu między klientem a podmiotem rynku finansowego. Działalność Biura Rzecznika finansowana jest przez podmioty rynku finansowego. 
Od 1 stycznia 2025 r. funkcję Rzecznika pełni dr Michał Ziemiak. 

## Rzecznicy
- Stanisław Rogowski (1995–2007) – Rzecznik Ubezpieczonych
- Halina Olendzka (2007–2011) – Rzecznik Ubezpieczonych
- Aleksandra Wiktorow (2011–2019) – w latach 2011–2015 Rzecznik Ubezpieczonych, w latach 2015–2019 Rzecznik Finansowy
- Mariusz Golecki (2019–2021)
- Bohdan Pretkiel (2021–2024)
- Michał Ziemiak (od 2025)

## Kierownictwo[5]
- Michał Ziemiak – Rzecznik Finansowy od 1 stycznia 2025[6]
- Marcin Kawiński – zastępca Rzecznika Finansowego od 1 lipca 2025[7]
- Dorota Habich  – dyrektor generalny

## Zadania
Do zadań Rzecznika Finansowego należy ochrona klientów instytucji finansowych, takich jak banki i zakłady ubezpieczeń:
- rozpatrywanie wniosków w indywidualnych sprawach, wniesionych na skutek nieuwzględnienia roszczeń klienta przez podmiot rynku finansowego w trybie rozpatrywania reklamacji;
- rozpatrywanie wniosków dotyczących niewykonania czynności wynikających z reklamacji rozpatrzonej zgodnie z wolą klienta w terminie;
- opiniowanie projektów aktów prawnych dotyczących organizacji i funkcjonowania podmiotów rynku finansowego;
- występowanie do właściwych organów z wnioskami o podjęcie inicjatywy ustawodawczej albo wydanie lub zmianę innych aktów prawnych w sprawach dotyczących organizacji i funkcjonowania rynku finansowego;
- informowanie właściwych organów nadzoru i kontroli o dostrzeżonych nieprawidłowościach w funkcjonowaniu podmiotów rynku finansowego;
- inicjowanie i organizowanie działalności edukacyjnej i informacyjnej w dziedzinie ochrony interesów klientów podmiotów rynku finansowego;
- przekazywanie do Komisji Nadzoru Finansowego informacji o liczbie i charakterze skarg wskazujących na naruszenia ustawy z dnia 19 sierpnia 2011 r. o usługach płatniczych, według stanu na koniec każdego półrocza, w terminie 2 miesięcy po upływie danego półrocza;
- prowadzenie pozasądowych postępowań w sprawie rozwiązywania sporów między klientami podmiotów rynku finansowego a tymi podmiotami.

## Efekty działalności
Rzecznik Finansowy pomaga klientom instytucji finansowych, którzy zostali obsłużeni niewłaściwie lub nieetycznie z powodu zasad działania tych instytucji nastawionych na osiąganie jak najwyższych zysków bez ochrony interesu klientów. Rozszerzenie działalności Rzecznika zwiększyło liczbę instytucji, na które klienci mogą składać skargi z 60 do 2.700. Według informacji z raportów Rzecznika, od 2015 do 2020 roku pracownicy biura Rzecznika udzielili 125 tysięcy porad, przyjęli 100 tysięcy reklamacji i 3.600 wniosków o istotny pogląd. Ograniczeniem dla skuteczności działań Rzecznika jest niechęć instytucji finansowych do polubownego rozstrzygania reklamacji, wynikająca ze świadomości prawników instytucji, że niezadowoleni klienci rzadko decydują się na dochodzenie roszczeń przed sądami. Szczególnie w sprawach dotyczących małych kwot koszty i długi czas trwania postępowań przed sądami skutecznie zniechęcają klientów do dochodzenia swoich praw. 